# Château d'Albiano d'Ivrea
 (décembre 2021).
Le château d'Albian d'Ivrée (en italien : Castello di Albiano d'Ivrea) est un ancien château-fort situé dans la commune d'Albian d'Ivrée au Piémont en Italie.

## Histoire
Les premières informations concernant l'existence du château datent de 9 juillet 1000, quand l'empereur Otton Ier l'inféode à l'évêque d'Ivrée.